# Výtvarná výchova
Výtvarná výchova (též estetická výchova výtvarná) je povinný školní předmět, jehož náplní je naučit žáky různým výtvarným technikám, později též dějinám výtvarného umění. Jde o předmět v systému kurikula jako všeobecně-vzdělávací a jeho učiteli jsou kvalifikovaní absolventi magisterského stupně vysokoškolského vzdělání v oboru výtvarné pedagogiky.

## Výtvarná výchova v Česku a na Slovensku
Do rozpadu Československa se studoval na pedagogických fakultách obor výtvarná výchova ve čtyřletém a pětiletém studiu, který se v témže názvu vyučoval na 1. a 2. stupni základních škol a na školách středních také pod specifickými názvy jako dějiny umění, dějiny kultury či estetická výchova (gymnázia). V České a Slovenské republice jde nyní o povinný vyučovací předmět na 1. a 2. stupni základních škol a na školách středních, přičemž nezastupitelné místo má už v předškolním vzdělání – mateřských školách a také v základním uměleckém školství, dříve LŠU. Studuje se na pedagogických fakultách příslušných univerzit jako dvouoborová aprobace či jednooborový předmět a to ve studijním programu učitelství pro 2. stupeň ZŠ, také jako učitelství pro ŠŠ nebo učitelství pro 2. stupeň ZŠ a SŠ, případně učitelství pro 2. stupeň ZŠ, SŠ a ZUŠ (Česká republika), na Slovensku jde o učitelství uměleckých a umělecko-výchovných předmětů (tedy kvalifikace pro druhý stupeň a střední školu, včetně základních uměleckých škol). Jako učitelství výtvarné výchovy, které obsahuje vlastně i výchovu estetickou, se pod pojmem výtvarná výchova studují tyto disciplíny v ČR, a v SR jako učitelství výtvarného umění nebo učitelství výtvarné výchovy a učitelství estetické výchovy. Estetická výchova je na Slovensku samostatným aprobačním oborem, který obsahuje jak výtvarnou, tak hudební a literární či dramatickou nebo kinetickou složku a vychází především z filozofie (v průběhu studia se posluchač profiluje v té které umělecké složce), přičemž výtvarná výchova je oborem čistě výtvarným a obsahuje disciplíny praktické (kresba, malba, grafika, modelování, fotografie, design, písmo apod.), teoretické (dějiny a teorie umění a kultury, design, filosofie umění a kultury) a pedagogické (didaktika a metodika výtvarné výchovy, galerijní pedagogika, muzejní didaktika). V obou předmětech jde o formování estetického vkusu u dětí a adolescentů, rozpoznání uměleckých hodnot a orientaci v současném umění, architektuře a kultuře. Ve výtvarné výchově je posílena též složka praktických dovedností a praktická zážitková pedagogika. Zvláštním studijním programem je učitelství pro první stupeň základních škol, kde se posluchači mohou na výtvarnou výchovu specializovat v pětiletém studiu a získávají tak možnost vyučovat kromě všeobecných předmětů také výtvarnou výchovu na 1. stupni ZŠ v České republice (obdobou je i slovenský vzdělávací program). V kvalifikaci pro mateřské školy a domy dětí a mládeže existuje na pedagogických fakultách obdobný program specializovaný na výtvarnou výchovu, avšak pouze v bakalářském stupni vzdělání, kde se výtvarná výchova uplatní především jako předmět zážitkové pedagogiky pro včasné formování estetického cítění dítěte a rozvoj senzomotorických dovedností. U kvalifikace pro vyšší odborné školy (VOŠ) je nutná způsobilost učitelství pro SŠ, protože VOŠ spadají do středoškolského systému výuky (na Slovensku jsou tyto školy zrušeny V rámci mezinárodních dohod mezi státy Evropské unie a zvláště v rámci bilaterálních dohod mezi ČR a SR se vysokoškolské kvalifikace (bakalář, magistr, doktor) výtvarných pedagogů navzájem automaticky uznávají za rovnocenné. V obou případech mohou absolventi oboru výtvarné výchovy vykonat rigorózní zkoušku z výtvarné pedagogiky, obecné pedagogiky a pedagogické psychologie, jejíž součástí je sepsání a obhajoba rigorózní práce, která jim přiznává titul doktora filozofie ve zkratce PhDr. (v České republice) či doktora pedagogiky (ve Slovenské republice) ve zkratce PaedDr. Rigorózní práce obsahuje zpravidla pedagogický výzkum a podrobnou metodologii. 

## Rozsah výuky
Výtvarná výchova se vyučuje zpravidla 1–2 hodiny týdně (případně dvojhodinovka jednou za dva týdny) a to v systému všeobecně-vzdělávacích předmětů na ZŠ a SŠ. Na odborných školách a učilištích se dotace hodin i název předmětu řídí zaměřením školy. Osnovy se řídí Rámcovým vzdělávacím programem schváleným MŠMT.

## Učivo
V mateřské škole se předmět začleňuje jako zážitková součást výchovně-vzdělávacího procesu v rámci denních činností dětí. Na prvním stupni ZŠ je převážnou náplní hodin kresba tužkou a pastelkami a malba vodovkami. Později žáci zkoušejí na 2. stupni SŠ i složitější techniky – grafiku (linoryt, suchá jehla) nebo například kašírku, v rámci technickým možností školy se vyučuje i výtvarná fotografie, keramika, modelování (socha), písmo či designová tvorba. Tyto disciplíny by měly být nezbytnou součástí také základních uměleckých škol. Středoškolské vzdělání obsahuje hlavně teoretický obsah dějin umění a kultury hlavně na gymnáziích.